# Доктрина Єльцина
Доктрина Єльцина (рос. Доктрина Ельцина) — неофіційна назва сформульованої президентом Російської Федерації Борисом Єльциним у 1994 р. у посланні до Федеральних Зборів РФ зовнішньополітичної доктрини. Доктрина полягала в намірі Російської Федерації, спираючись, перш за все, на військову силу, мати особливі права і обов'язки і грати провідну роль на території країн колишнього СРСР.